# Tmarus parki
Tmarus parki là một loài nhện trong họ Thomisidae.
Loài này thuộc chi Tmarus. Tmarus parki được Arthur Merton Chickering miêu tả năm 1950.